# 프란츠 치라이스
프란츠 치라이스(Franz Ziereis, 1905년 8월 13일 ~ 1945년 5월 24일)는 독일의 친위대 대령 (SS-Standartenführer) 으로, 마우트하우젠 강제 수용소 (KZ Mauthausen)의 소장이었다.

## 어린 시절
치라이스는 1905년에 뮌헨에서 태어났다. 그의 아버지는 제1차 세계 대전에서 마차의 운전 기사로 일하고 있던 중에 전사하였다. 초등학교에서 8년을 보낸 뒤 백화점에서 견습생으로 일하였고 1922년부터는 목수점에서 일하였다. 1924년에는 제국방위군(Reichswehr)에 입대하였고, 12년 가까이 근무하면서 중사까지 승진했으나, 1936년에 제대 당했다.

## 친위대와 마우트하우젠 강제 수용소
치라이스는 제대당한 후, 곧 친위대 해골대(SS-Totenkopfverbände)에 들어가 친위대 중위(SS-Obersturmführer)가 되었다. 해골대의 훈련을 지도하였으며, 1937년, 해골대 백명 부대(Hundertschaft)의 사령관이 되었다. 그 해 한동안 훈련 중 부상으로 입원하였으나, 다음 해 오스트리아로 이동하여, 젊은 해골대 대원들의 훈련을 지도하였다.
1938년 2월, 마우트하우젠 강제 수용소의 소장이 되어, 제2차 세계 대전에서 독일이 패전할 때까지 이 지위에 있었고, 그 해 8월, 친위대 소령(SS-Sturmbannführer)으로 승진하고, 1944년 4월, 친위대 대령(SS-Standartenführer)으로 승진하였다. 1941년 4월, 하인리히 힘러와 에른스트 칼텐브루너가 마운트하우젠 강제 수용소에 시찰을 목적으로 방문하여 그들의 안내역을 맡았다. 마운트하우젠 강제 수용소가 미군에게 해방된 후, 그와 그의 아내와 아들은 오버외스테라이히 주(Oberösterreich)의 산지로 도망쳤으나, 1945년 5월 23일에 발견되었다. 치라이스는 도주하려 했기 때문에 총격을 당하고, 구젠(Gusen)의 미군의 병원으로 옮겨졌지만, 그 다음 날에 사망하였다.

## 같이 보기
- 나치 강제 수용소